# Paralamprops peringueyi
Paralamprops peringueyi är en kräftdjursart som först beskrevs av Stebbing 1912.  Paralamprops peringueyi ingår i släktet Paralamprops och familjen Lampropidae. Inga underarter finns listade i Catalogue of Life.